# Giengen an der Brenz
Giengen an der Brenz è un comune tedesco di 20 066 abitanti, situato nel land del Baden-Württemberg.

## Storia
Cittadina fondata presso il confine con la Baviera a nord-ovest di Ulma, è documentata dal 1078 col nome di "Giengin". Nel 1391 venne riconosciuta città libera dell'Impero ed entrò quattro anni dopo nella Lega della città sveve. Nel 1608 accolse la fede protestante evangelica, ospitando nel 1634 36 famiglie. Fu mediatizzata ed annessa dal Württemberg nel 1803, seguendone le sorti future.

## Amministrazione

### Gemellaggi
- Köflach
- Le Pré-Saint-Gervais
- Zeulenroda-Triebes
- San Michele di Ganzaria